# Christophe Tack
Christophe Pierre Marie Martine Hubert Karel Tack (29 december 1992), ook bekend onder zijn bijnaam Mowgli, is een Belgisch kitesurfer. Geboren in Oostende. 
In 2014 werd hij wereldkampioen kitesurfen (freestyle).  

## Levensloop
Tack werd professional in 2009. Een jaar later, in 2010, werd hij een eerste maal Belgisch kampioen. Dat jaar eindigde hij tevens op de vierde plaats in het Europees kampioenschap. In 2012 volgde zijn tweede Belgische titel.
In 2011 nam hij voor het eerst deel aan de PKRA World Tour, met een twaalfde plaats als resultaat. In 2012 behaalde hij een zesde en in 2013 een derde plaats. Tevens slaagde hij er dat jaar in om de world tour-wedstrijd in Pingtan te winnen. In 2014 werd hij wereldkampioen 'freestyle' en won hij vier van de 9 wedstrijden. Tevens werd hij een derde maal Belgisch kampioen dat jaar.
Na twee titels voor zijn broer Axel werd Christophe Tack zowel in 2017 en 2018 wederom Belgisch kampioen. In 2019 werd hij vicewereldkampioen in de Kite Park League (KPL).
Tevens nam hij driemaal deel aan de Ragnarok en in 2017 lanceerde hij de webserie Mowgli's Jungle.
Hij woont te Oostende, alwaar hij in 2014 medeoprichter was van de Tack Kiteschool.

## Palmares
- Belgisch kampioen 'freestyle': 2010, 2012, 2014, 2017 en 2018
- PKRA-wereldkampioen 'freestyle': 2014
- KPL-vicewereldkampioen: 2019